# ويليم دي هان
ويليم دي هان (بالهولندية: Wilhem de Haan )‏ (و. 1801 – 1855 م) هو أمين متحف، وأحيائي، وعالم بقشريات الأجنحة، وعالم حيواني، وعالم قشريات، وعالم حشرات من هولندا، ولد في أمستردام، توفي في هارلم، عن عمر يناهز 54 عاماً.

## التعليم
تعلم في جامعة لايدن.